# فرنسيسكو ألفارادو أريلانو
فرنسيسكو ألفارادو أريلانو هو عسكري وسياسي فنزويلي، ولد في 16 يونيو 1840 في San José de los Llanos ‏، وتوفي في 5 أكتوبر 1917 في كاراكاس في فنزويلا. انتخب عضو مجلس نواب فنزويلا ‏.